# Galaxias johnstoni
Galaxias johnstoni — вид прісноводних корюшкоподібних риб родини Галаксієві (Galaxiidae). Вид є ендеміком Тасманії. Зустрічається лише у річках Кларенс та Дерент. Максимальна довжина тіла сягає 14 см, вага — 0,02 кг.